# صدرالدین شجره
صدرالدین شجره (زاده ١ فروردین ۱۳۳۱ در خرمدره – درگذشته ٣٠ خرداد ۱۳۹۷ در تهران) گوینده، مجری، بازیگر، دوبلور، نمایشنامه‌نویس، و کارگردان نمایش رادیویی بود. علاقهٔ او به شعر و ادبیات باعث شد که از دوران نوجوانی، در مجالس شعرخوانی شرکت کند و از همان زمان نیز برای آموختن فن بیان و سلفژ اقدام نماید.

## آغاز فعالیت حرفه‌ای
شجره در سال دوم دبیرستان، پس از به روی صحنه بردن نمایشی در مدرسه، با اکبر رادی آشنا شد و همین آشنایی، منجر به دوستی‌ای شد که تا پایان عمر «رادی» ادامه داشت.
او در سال ۱۳۴۶، در ۱۵ سالگی مقام نخست کشوری در آزمون فن بیان را کسب کرد و به دنبال آن وارد رادیو شد. شروع به کار وی در رادیو جوانان بود که به مدت هفت سال ادامه داشت. خودش از آن سال‌ها به‌عنوان بهترین سال‌های کاری یاد می‌کرد.
او در سنین دبیرستان به مدت دو سال، کلاس درس خاقانی را در دانشگاه و زیر نظر سید ضیاءالدین سجادی گذراند و مباحث موسیقی، سلفژ و آواز را نیز در محضر مصطفی کمال پورتراب آموخت.
شجره بخش بعدی کار خود را با بازیگری در نمایش رادیویی آغاز کرد و بعد از مدت کوتاهی نویسندگی و تنظیم نمایش‌نامه برای رادیو را انجام داد.
بعد از آن، کارگردانیِ نمایش رادیویی را شروع کرد.

## تحصیلات دانشگاهی
صدرالدین شجره در رشتهٔ بینایی‌سنجی تحصیل کرد، اما علاقهٔ فراوان به رادیو و نمایش باعث شد تا به استودیوهای رادیویی کشانده شود.

## فعالیت در رادیو
صدرالدین شجره، پس از اکبر مشکین، رامین فرزاد و سبکتکین سالور، از نسل دومی‌های رادیو محسوب می‌شود.
وی در طول حدود پنج دهه فعالیت مستمر در رادیو، نویسندگی، تنظیم و کارگردانی آثار فراوانی را بر عهده داشته‌است.
از جمله اقتباس رادیویی از شاهکارهای ادبی چون:
- خوشه‌های خشم(جان استاین بک)
- پدران و پسران (ایوان تورگنیف)
- راه آزادی (هاوارد فارست)
- مسخ (کافکا)
- تقریباً تمامی آثار آنتوان چخوف
- خانه عروسک (هنریک ایبسن)
- خانه اشباح (هنریک ایبسن)
- جان گابریل بورکمان (هنریک ایبسن)
او همچنین اکثر نمایشنامه‌های اکبر رادی، را برای پخش در رادیو تنظیم و کارگردانی کرده و در برخی از آن‌ها نیز بازی کرده‌است.
صدرالدین شجره در برخی شبکه‌های رادیویی به عنوان گوینده و کارشناس مجری حضور داشته‌است. از جمله:
- چشم‌انداز (رادیو ایران)
- جمعه‌ها با تئاتر (رادیو فرهنگ)
- رنگین‌کمان هنر (رادیو تهران)
- توان مثبت (رادیو تهران)
- گفتگوی هنر (شبکه گفتگو)
- بخش شبانگاهی (رادیو پیام)
- کارگردانی نمایش‌ها (رادیو نمایش)
وی تا ۳ ماه قبل از فوت، مشغول فعالیت جدی در رادیو بوده و تدریسش در کلاس‌های آموزشی «فن بیان» برقرار بود.

## فعالیت در تلویزیون
صدرالدین شجره، علاوه بر فعالیت در رادیو در بعضی از تله‌تئاترها - فیلم‌ها و سریال‌های تلویزیونی نیز به عنوان بازیگر یا کارگردان فعالیت داشته‌است.
- تله تئاتر هیولا
- تله تئاتر تیغ کهنه
- مجموعه تلویزیونی یکی از این روزها
- مجموعه تلویزیونی مدار صفر درجه
- مجموعه تلویزیونی زمین انسان‌ها(در نقش دکتر شایگان)
- مجموعه تلویزیونی معصومه ( شبکه تهران، در نقش مهندس کاشفی ۱۳۸۶)
- فیلم سپیده
- مجموعه تلویزیونی معمای شاه[۳]
- مجموعه تلویزیونی ماه و پلنگ
- مجموعه تلویزیونی روزهای بهتر
- مجموعه تلویزیونی وقتی ین ناپدید شد(کارگردان)
- فیلم سینمایی آفتاب بر بام (کارگردان)
- مجموعه تلویزیونی آواز در باران (نویسنده و کارگردان)
- فیلم سینمایی سپید و سیاه (تاکنون مجوز اکران نداشته‌است)
- فیلم سینمایی دختران (بازیگر)
- مجموعه تلویزیونی ستارخان
- مجموعه تلویزیونی ایراندخت

## دیدگاه در خصوص نمایش رادیویی
صدرالدین شجره معتقد بود کارگردانی نمایش رادیویی با کارگردانی نمایش صحنه چندان متفاوت نیست، چرا که کارگردان نمایش رادیویی علاوه بر دانش و توانمندی‌های کارگردان نمایش صحنه، بیش از هر کس دیگری، بیشتر از بازیگر و حتی نمایشنامه‌نویس، باید ویژگی‌های نمایش رادیویی و رسانه رادیو را بشناسد.
وی همچنین اعتقاد داشت نمایش رادیویی عین موسیقی است، یک ارکستر انسانی.
ارکستری که حنجره‌ها آن را به وجود می‌آورند نه سازها و این حنجره‌ها باید مثل سازهای یک ارکستر، انتخاب، تنظیم و هدایت شوند.

## درگذشت
وی شامگاه ۳۰ خردادماه ۱۳۹۷ پس از تحمل یک دوره بیماری، در سن ۶۶ سالگی درگذشت.
پیکر اودر قطعه هنرمندان بهشت زهرا به خاک سپرده‌ شده است.